# Курманаєвський район
Курмана́євський район (рос. Курманаевский район) — муніципальний район Оренбурзької області Російської Федерації.
Адміністративний центр — село Курманаєвка.

## Географія
Район знаходиться в західній частині Оренбурзької області та межує: на півночі — з Бузулуцьким, на сході — з Тоцьким, на півдні з — Первомайським районами, на заході — з Самарською областю. Територія району простяглася з півночі на південь на 73 км і з заходу на схід — на 45 км.

## Історія
Район утворений в 1934 році.
3 квітня 1959 року до складу району увійшла територія ліквідованого Андрієвського району.

## Населення
Населення — 15480 осіб (2019; 17705 в 2010, 21364 у 2002).

## Адміністративний поділ
Район адміністративно поділяється на 15 сільських поселень:
| Поселення                    | Площа, км² | Населення, осіб (2002) | Населення, осіб (2010) | Населення, осіб (2019) | Центр        | Населені пункти |
| ---------------------------- | ---------- | ---------------------- | ---------------------- | ---------------------- | ------------ | --------------- |
| Андрієвська сільська рада    | 255,55     | 2073                   | 1622                   | 1349                   | Андрієвка    | 5               |
| Васильєвська сільська рада   | 176,91     | 945                    | 675                    | 510                    | Васильєвка   | 2               |
| Волзька сільська рада        | 385,53     | 1601                   | 1052                   | 765                    | Волзький     | 5               |
| Гаршинська сільська рада     | 118,92     | 498                    | 371                    | 276                    | Гаршино      | 1               |
| Грачовська сільська рада     | 154,85     | 544                    | 378                    | 252                    | Грачовка     | 1               |
| Єфимовська сільська рада     | 168,87     | 1595                   | 1303                   | 1139                   | Єфимовка     | 1               |
| Кандауровська сільська рада  | 169,09     | 1108                   | 893                    | 828                    | Кандауровка  | 1               |
| Костинська сільська рада     | 206,00     | 909                    | 718                    | 551                    | Костино      | 2               |
| Курманаєвська сільська рада  | 149,90     | 4741                   | 4466                   | 4439                   | Курманаєвка  | 2               |
| Кутушинська сільська рада    | 107,24     | 844                    | 732                    | 576                    | Кутуші       | 2               |
| Лабазинська сільська рада    | 279,47     | 2706                   | 2432                   | 2324                   | Лабази       | 5               |
| Лаврентьєвська сільська рада | 112,63     | 582                    | 489                    | 371                    | Лаврентьєвка | 1               |
| Михайловська сільська рада   | 135,18     | 951                    | 883                    | 842                    | Михайловка   | 2               |
| Покровська сільська рада     | 229,68     | 903                    | 569                    | 328                    | Покровка     | 3               |
| Ромашкинська сільська рада   | 212,62     | 1364                   | 1122                   | 930                    | Ромашкино    | 2               |

2013 року ліквідована Байгоровська сільська рада, територія увійшла до складу Андрієвської сільради; ліквідована Сергієвська сільська рада, територія увійшла до складу Покровської сільради.

## Найбільші населені пункти
Нижче подано перелік населених пунктів з чисельність населення понад 1000 осіб:
| № | Населений пункт | Населення, осіб (2002) | Населення, осіб (2010) |
| - | --------------- | ---------------------- | ---------------------- |
| 1 | Курманаєвка     | 4577                   | 4313                   |
| 2 | Лабази          | 1640                   | 1596                   |
| 3 | Єфимовка        | 1595                   | 1303                   |
| 4 | Ромашкино       | 1288                   | 1102                   |
| 4 | Андрієвка       | 1252                   | 1054                   |

## Господарство
Район є виробником сільськогосподарської продукції: зерна, молока. Основний напрямок по спеціалізації більшості господарств: зерново-молочне. Цю галузь економіки представляють сільгосппідприємств: 3 — акціонерні товариства, 17 — СГВК, 3 — колективні господарства, 17 — селянсько-фермерські господарства, 5 — ТОВ.

### Транспорт
Територія району перетинається залізничною магістраллю Бузулук — Саратов, шосейною дорогою Бугульма — Уральськ.